# Liste ausländischer Pachtverträge mit China
Dies ist eine Liste ausländischer Pachtverträge mit China.
- Deutsch-chinesischer Pachtvertrag über Kiautschou (Tsingtau/Qingdao), 1898
- Russisch-chinesischer Pachtvertrag über die Liaodong-Halbinsel (Port Arthur), 1898
- Britisch-chinesischer Pachtvertrag über New Territories/Hongkong und Weihaiwei, Shandong, 1898
- Französisch-chinesischer Pachtvertrag über Guangzhouwan (Fort Bayard) in Südchina, 1898